# Municipio de San Quintín
El Municipio de San Quintin, es un municipio del estado de Baja California,  México. Se encuentra ubicado en la zona centro-sur de la península de Baja California. Su cabecera es la localidad de San Quintín.
A partir del 28 de febrero de 2021 el municipio de Ensenada deja de tener autoridad de acuerdo al decreto 46; ante lo gubernamental se vuelve autónomo teniendo del 1 al 31 de marzo de 2021 para concluir la entrega recepción entre las autoridades del municipio de Ensenada y el municipio naciente de San Quintín. Cuenta con un Consejo Municipal Fundacional propio. Sus límites determinados son al norte con el municipio de Ensenada, al este con el municipio de San Felipe y el golfo de California, al oeste con el océano Pacífico y al sur con el municipio de Mulegé, Baja California Sur.
El municipio en cuestión cuenta con una superficie de 35,191.9 km², siendo el más grande de México. Si se excluyen las islas e islotes, su superficie se reduce a 32,883.9 km².

## Historia
La permanencia humana en la región, es cercana a los 10 mil años. De los primeros pobladores de la Bahía de San Quintín es posible encontrar numerosas evidencias arqueológicas, como antiguos concheros, manos de metate y puntas de echas diseminadas en amplias zonas, así como algunas cuevas antiguamente habitadas por los indígenas. Las cuevas están situadas en las costas de Bahía Falsa. Los grupos étnicos de la región eran, principalmente, los kiliwas, quienes se establecieron en los valles y las faldas de la Sierra La Cieneguilla (ahora "San Pedro Mártir").

### Época de las misiones
Luego de la conquista española sobre el Imperio Azteca y la zona mesoamericana, transcurrió poco más de un siglo intentando hacer lo propio en la península, hasta 1683 que fundaron los jesuitas la Misión de San Bruno al sur. La historia de las misiones bajacalifornianas puede dividirse en tres periodos, determinados por la presencia de otras tantas agrupaciones religiosas que, en mayor o menor grado, impusieron su sello propio a la organización y la vida misionales: Jesuitas, Dominicos y Franciscanos. Primero fueron los jesuitas (1697-1768) los que tomaron a su cargo las tareas de evangelización de los pueblos californios. En lo que ahora es Baja California fundaron las misiones de Santa Gertrudis y San Borja. Luego, tras el extrañamiento de la Compañía, las misiones fueron encomendadas a los padres franciscanos del Colegio de San Fernando de México (1768-1772).
En 1775, los dominicos instalaron la Misión de Santo Domingo de Guzmán, a unos kilómetros de la actual Colonia Vicente Guerrero, siendo reubicada en 1793. En 1794, se instaló la Misión de San Pedro Mártir de Verona. Estas misiones cumplieron la labor, como el resto lo hicieron, de evangelizar a los indígenas que ahí radicaban y se convirtieron en lugares para la ganadería, la agricultura y así poder obtener comida y una vida sedentaria.
En el año de 1797 se dio el mayor avance dominico con la fundación de San Miguel Arcángel, y no se realizó ningún nuevo desarrollo misional como tal. Así, para 1818 fue cerrada la misión de San Fernando Velicatá y para 1834 tan solo mantenían cierta actividad, con dos o tres misioneros en total, las misiones dominicas de Santo Domingo, Santo Tomás y Santa Catarina, fundándose la última "misión dominica", la de Nuestra Señora de Guadalupe del Norte, que realmente se instaló bajo las necesidades administrativas del ranchero y padre presidente fray Félix Caballero.4 Para los años de 1839–1840 fueron abandonadas Santo Domingo, Santa Catarina y la de Guadalupe del Norte, quedando una misión: Santo Tomás, la cual fue cerrada oficialmente hasta el año de 1849, aunque el misionero fray Tomás Mansilla permaneció como capellán de la colonia militar posiblemente hasta principios de 1851.
Las misiones que pertenecieron al actual municipio son:
- Misión de Santa Gertrudis la Magna de Kadakaamán: Se localiza a 600 kilómetros al sur de Ensenada en la delegación de Villa de Jesús María. Fue levantada en 1752 por los Jesuitas. La actual construcción se hizo en 1786 durante la administración de los Dominicos. Se abandonó en 1822 y la construcción sigue en buenas condiciones.
- Misión de San Borja Ádac: Localizada y fundada en la delegación de Punta Prieta en 1759 por Jesuitas. En 1768 con la expulsión de los Jesuitas, los Franciscanos se hicieron cargo de esta misión y dejó de operar en 1818. Es la única misión de mampostería y se conserva el edificio en buenas condiciones.
- Misión de Santa María de los Ángeles: Fundada en 1767, fue la última misión construida por los Jesuitas. En este tiempo solo hay ruinas. La misión se edificó en un oasis con palmeras azules, cirios, cardones y dos manantiales de agua potable. Era un pueblo cochimí y se localiza en los límites de las delegaciones de El Mármol y Puertecitos, al oeste de la Bahía de San Luis Gonzaga y a 22 kilómetros al este del Rancho Santa Inés.
- Misión de San Fernando Rey de España de Velicatá: Fundada en 1769, es la única misión franciscana en la Península de Baja California. Se conservan restos importantes en buen estado. Se localiza en los límites de las delegaciones municipales de El Rosario y El Mármol.
- Misión de Nuestra Señora del Santísimo Rosario de Viñadaco: Fue fundada en 1774 y en 1802 se cambió al lado opuesto del valle por la falta de agua y fue una de las misiones más prósperas. Entre las dos locaciones hubo rancherías de indígenas. Hoy en día, se conservan ruinas en ambas misiones y ahí se localizan los poblados de El Rosario de Arriba y el Rosario de Abajo en la delegación de El Rosario.
- Misión de San Pedro Mártir de Verona: Se fundó 1794 y se localiza en la delegación de Punta Colonet, al este de la delegación Vicente Guerrero, al oeste de la delegación Puertecitos y al norte de las delegaciones de San Quintín y El Rosario, en la Sierra de San Pedro Mártir. Fue la misión más aislada que construyeron los Dominicos y cerró en 1824. Solo quedan ruinas en la actualidad.
- Misión Santo Domingo de la Frontera: Fue construida en 1775 y abandonada en 1839. Se localiza a 180 kilómetros al sur de Ensenada en la delegación de San Vicente. Fue la segunda misión que se construyó en el Camino Real. Conserva vestigios importantes y hay personal que se encarga del sitio.

### Municipalización de San Quintín
El 28 de octubre de 2012, se llevó a cabo una consulta ciudadana supervisada por el Instituto Estatal Electoral de Baja California. En dicho plebiscito por la municipalización de San Quintín, participaron 25,351 votantes Ensenadenses registrados en el Padrón Estatal Electoral. Para que San Quintín iniciara con la conversión a Municipio debía tener aproximadamente 35 mil votos a favor, los cuales no obtuvo. Un factor importante que provocó la negativa a la municipalización fue la influencia mediática de los grupos empresariales ensenadenses, donde generaron un sentido de pertenecía a los habitantes de la zona urbana de Ensenada con el eslogan "Ensenada juntita se ve más bonita" y se pidió a la población que no saliera a votar para que no se alcanzara el 10 % de participación del listado nominal, también la distribución de las casillas mayoritariamente en la zona urbana donde lucieron vacías contrastando con las largas filas en las pocas casillas en la zona del valle de San Quintín, el resultado de la votación fue de 17,580 votos por el SI a la municipalización, 7,547 votos por el NO a la municipalización y 224 votos nulos.
Con la aprobación unánime del dictamen 206, se dio el paso definitivo para que San Quintín se convierta en el sexto municipio de Baja California.
El dictamen correspondiente fue aprobado previamente en el seno de la Comisión de Gobernación, Legislación y Puntos Constitucionales, también de manera unánime, y fue votado a favor por el Pleno con la solicitud de dispensa de trámite hecha por el Diputado Presidente de la Comisión, Alfonso Garzón Zatarain.
Las fracciones parlamentarias de todos los partidos políticos representados en la XX Legislatura estatal, coincidieron en aprobar la municipalización. Sin embargo, el gobernador José Guadalupe Osuna Millán observó el dictamen en tres puntos dando reversa a dicha acción y vetando la ley.
No fue hasta 2019 cuando se reanudaron los trabajos de la municipalización de San Quintín, hecho que se dio un paso para su logro, tras la aprobación del dictamen, el cual fue discutido el 12 de febrero de 2020 por parte del Congreso del Estado. Para ello se realizaron foros, pláticas reuniones vecinales y se retomó el resultado de la consulta realizada en 2012. El 27 de febrero se publica en el Periódico Oficial del Estado el Decreto n.º 46 por el cual se crea el municipio de San Quintín.

## Geografía

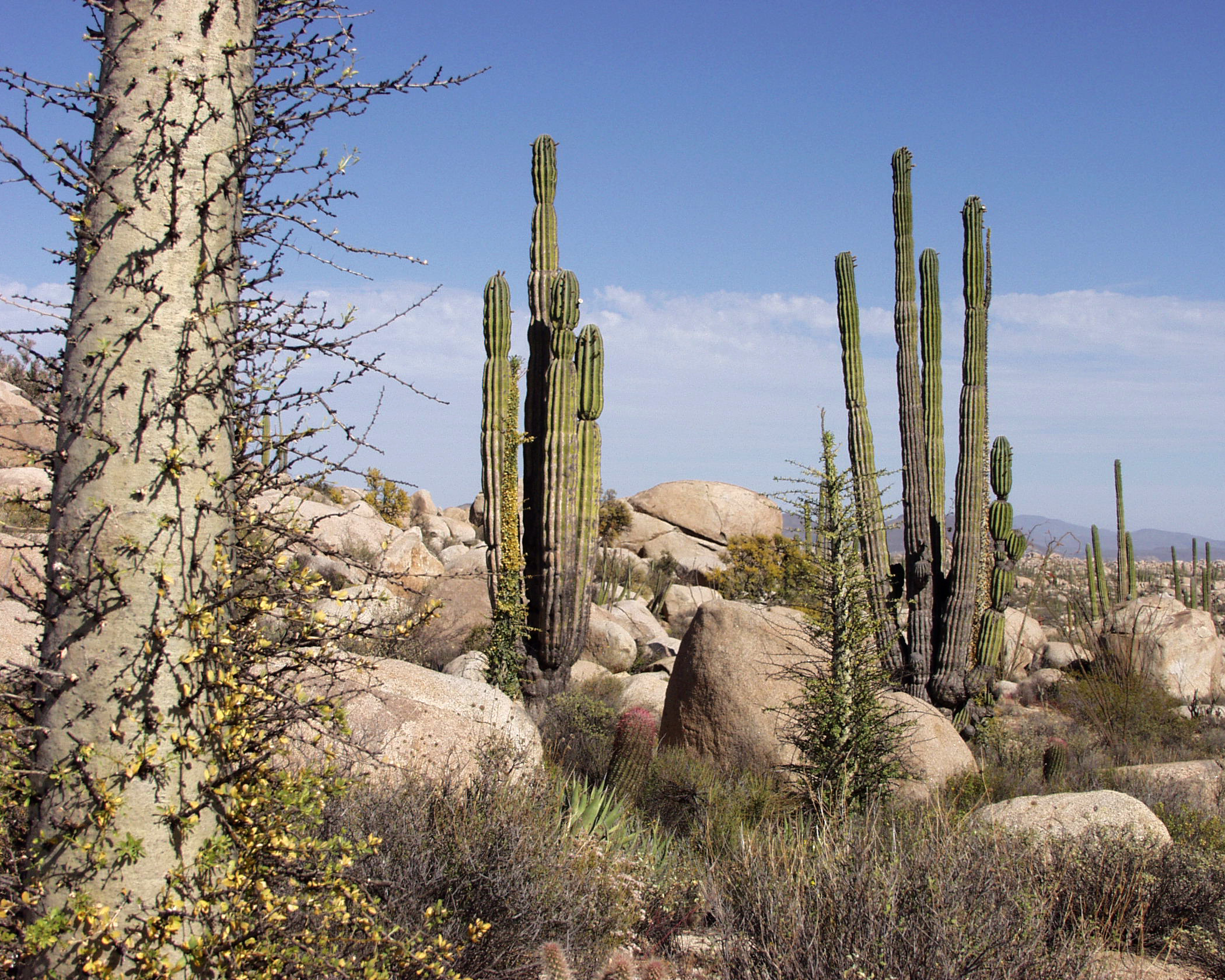
Flora característica de Cataviñá.

El municipio tiene una extensión territorial de 35191.9 km² y abarca dos de las regiones naturales de Baja California, la Región Costera del Golfo y la Región del Suroeste. La mayor parte del territorio es desértico, en él se encuentra el Valle de los Cirios, el cual se caracteriza por sus paisajes desérticos y de matorral asociados a grandes núcleos de cirios y declarado en 2004 como Patrimonio de la Humanidad.  

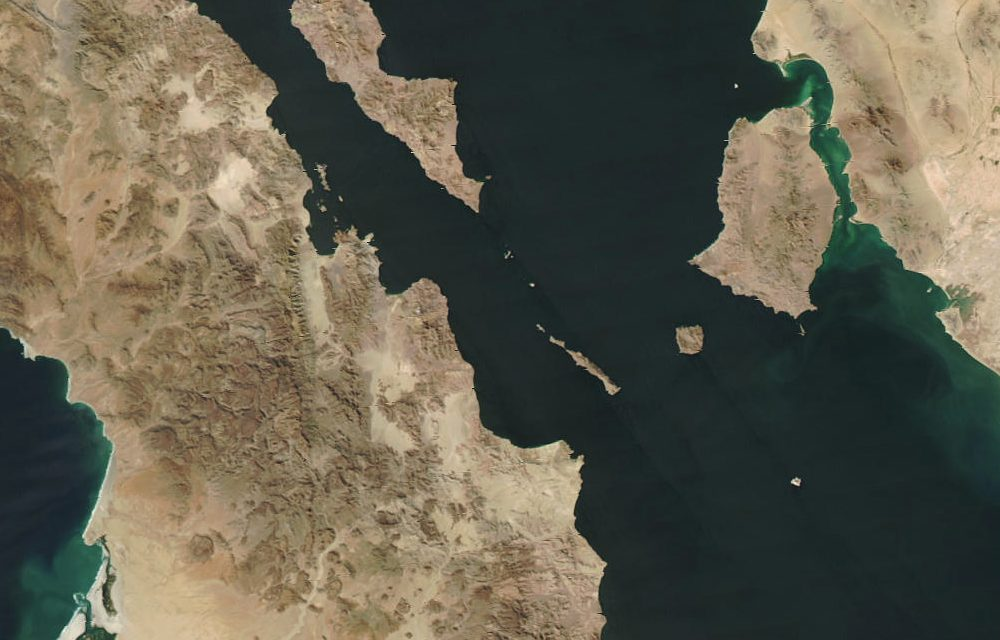
Vista satelital del sureste de San Quintín, se aprecia la Isla Ángel de la Guarda y Bahía de los Ángeles.

Colinda al norte con el municipio de Ensenada; al este con el Golfo de California; al oeste con el Océano Pacífico; y al sur con el municipio de Mulegé, en Baja California Sur. De él forman parte las islas San Martín, San Benito, San Gerónimo, Arrecife Sacramento, Ángel de la Guarda, Alcatraz, Coronadito, Smith, Pond, Calaveras, Piojo, Bota, Pata, Jorobado, Flecha, Gemelos, Cabeza de Caballo, Cerraja, Ventana, Llave, Pescadora, Partida, Rasa, Salsipuedes, Las Animas, San Lorenzo, San Esteban, Ben y Elide.

Entre sus límite municipales inicia desde el Ejido Rubén Jaramillo al norte, el lindero de la Sierra San Pedro Mártir al noroeste y limita con la delegación de Puertecitos, del municipio de San Felipe. 

1. Camalú 2. Vicente Guerrero 3. San Quintín 4. El Rosario 5. El Mármol 6. Punta Prieta 7. Bahía de los Ángeles 8. Villa Jesús María

| Noroeste: Océano Pacífico | Norte: Ensenada          | Nordeste: San Felipe         |
| Oeste: Océano Pacífico    |                          | Este: Golfo de California    |
| Suroeste: Océano Pacífico | Sur: Municipio de Mulegé | Sureste: Golfo de California |

### División administrativa
El municipio se divide en 8 delegaciones: Camalú, Vicente Guerrero, San Quintín, El Rosario, El Mármol, Punta Prieta y Bahía de los Ángeles y Villa Jesús María.

## Política
Como un municipio de reciente creación, la política enfocada el ámbito local solamente ha sido representada, por los movimientos promunicipalización que fueron formados desde hace décadas. Tras su formación como el sexto municipio de Baja California, el Congreso del Estado determinó en septiembre de 2020, el Concejo Fundacional. 
| Puesto                                                                    | Titular                     | Suplente                 |
| ------------------------------------------------------------------------- | --------------------------- | ------------------------ |
| Concejal Presidente                                                       | Jorge Alberto López Peralta | Vicente Guerrero Herrera |
| Comisión de Administración y Finanzas                                     | Celeste Gómez Juárez        | Elizabeth González       |
| Comisión de Bienestar Social, Desarrollo Urbano, Medio Ambiente y Cultura | Anayeli Bautista Tenorio    | Griselda Antunez         |
| Comisión de Servicios Públicos Municipales e Infraestructura              | Selvio Ibáñez Guzmán        | Fidel Sánchez            |
| Comisión de Seguridad Pública y Bomberos.                                 | Arnulfo Silva Martínez      | Martiniano Hernández     |
| Comisión de Inclusión, Educación, Juventud y Deportes.                    | Enid Perez Magaña           |                          |
| Sindico procurador                                                        | Eunice Mercado Gilbert      |                          |
| Secretaria General                                                        | Yossagen Gonzalez Vega      |                          |

## Demografía
El municipio de San Quintín reúne el número de habitantes de las distintas localidades que conforman las 8 delegaciones que anteriormente pertenecía a Ensenada. Cabe hacer mención que aunque la delimitación ya se hizo, aún está pendiente si habrá algún cambio en la división administrativa interior. Los resultados del Censo de 2020 de acuerdo al INEGI indican que son 117 568 habitantes los que radican en el municipio de San Quintín.
| Código INEGI | Localidad                                | Población (2020) |
| ------------ | ---------------------------------------- | ---------------- |
| 020060585    | Ejido Lázaro Cárdenas                    | 18 829           |
| 020060863    | Vicente Guerrero                         | 13 876           |
| 020060040    | Camalú                                   | 11 272           |
| 020060248    | Emiliano Zapata                          | 9 636            |
| 020060001    | San Quintín                              | 4 754            |
| 020060082    | Lomas de San Ramón                       | 4 432            |
| 020060121    | Ejido Papalote                           | 4 072            |
| 020060085    | Colonia Nueva Era                        | 3 675            |
| 020060823    | Colonia Santa Fe                         | 3 117            |
| 020060628    | Padre Kino                               | 2 754            |
| 020060122    | Ejido Profesor Graciano Sánchez          | 2 183            |
| 020060832    | Santa María                              | 2 172            |
| 020060079    | Benito Juárez                            | 1 901            |
| 020060225    | El Rosario de Arriba                     | 1 984            |
| 020060116    | Chula Vista                              | 1 768            |
| 020060111    | Francisco Villa                          | 1 676            |
| 020060819    | Santa Candelaria                         | 1 572            |
| 020060663    | Benito García                            | 1 505            |
| 020060861    | Venustiano Carranza                      | 1 503            |
| 020060646    | Paseo de San Quintín                     | 1 413            |
| 020060655    | Playas de la Vicente Guerrero            | 1 422            |
| 020060112    | Ejido General Leandro Valle              | 1 121            |
| 020060124    | Ejido Rubén Jaramillo                    | 1 072            |
| 020060583    | Luis Rodríguez                           | 1 066            |
| 020060083    | Colonia Militar Elpidio Berlanga de León | 1 064            |
| 020060630    | Nuevo Uruapan                            | 1 042            |
|              | Valle Dorado                             | 983              |
|              | El Paraíso                               | 845              |
|              | Bahía de los Ángeles                     | 781              |
|              | Magisterial Sección Treinta y Siete      | 698              |
|              | San Fernando                             | 534              |
|              | Ejido Zarahemla                          | 513              |
|              | Monte Albán                              | 503              |
|              | Ejido José María Morelos                 | 466              |
|              | Ejido Villa Jesús María                  | 456              |
|              | El Rosario de Abajo                      | 439              |
|              | Ejido Raúl Sánchez Díaz                  | 430              |
|              | San Francisco                            | 356              |
|              | Ejido Nueva Odisea                       | 349              |
|              | Colonia Popular Carmona                  | 338              |
|              | Lomas de los Ángeles                     | 252              |
|              | Ejido San Simón de Arriba                | 251              |
|              | Santa Fe Braulio Maldonado               | 243              |
|              | Santo Domingo                            | 235              |
|              | Santa Rosaliíta                          | 221              |
|              | Colonia Llamas                           | 205              |
|              | Nuevo Rosarito                           | 172              |
|              | Colonia Concordia                        | 158              |
|              | Ejido José María Morelos y Pavón         | 157              |
|              | Cataviñá                                 | 146              |
|              | Ejido Mesa de San Jacinto                | 145              |
|              | Punta Prieta                             | 135              |
|              | La Bendición                             | 127              |
|              | La Bendición                             | 125              |
|              | Campamento Weste                         | 113              |
|              | Ejido Valle Tranquilo                    | 108              |
|              | La Chorera                               | 106              |
|              | La Providencia                           | S/D              |
|              | Lic. Gustavo Díaz Ordaz                  | S/D              |
|              | Las Brisas                               | S/D              |